# Nectandra japurensis
Nectandra japurensis är en lagerväxtart som beskrevs av Neez & Mart. och Christian Gottfried Daniel Nees von Esenbeck. Nectandra japurensis ingår i släktet Nectandra och familjen lagerväxter. Inga underarter finns listade i Catalogue of Life.